# High (toestand)
High is de van oorsprong Engelse uitdrukking voor een bepaalde staat van bewustzijn. Het is een gevoel dat bij gebruik van meerdere soorten drugs voorkomt, waaronder cannabis en cocaïne. Er zijn verschillende soorten van high zijn.
Bij het gebruik van marihuanaproducten (wiet, hasj) krijgt men als men high wordt een heel licht gevoel in het hoofd.
Symptomen:
- rustig of juist heel druk
- rode ogen (soms)
- droge mond
- lachkick
- veel praten
- ontspannen
- vrolijke stemming
- licht gevoel in het hoofd
- sensitiviteit wordt versterkt
- evenwichststoornissen
- slaperig (moe of een roes)